# Ватенка
Ватенка или памуклийка (на руски: ватник или телогре́йка) е вид връхна дреха подплатена с вата. В миналото е бил част от униформата на Червената армия.
Първоначално руската армия вижда ватенката да се ползва като военна дреха при турците по време на Руско-турската война. В хода на войната руснаците събират ватници като военни трофеи. Впоследствие ватенката става част и от руската униформа и се използва широко през Втората световна война. Ватенката излиза от употреба в началото на 1960-те години, когато е заменена от завърналия се на мода вълнен шинел и бушлата.
В днешно време на руски, думата ватник се използва жаргонно, понякога като обида на твърд привърженик на пропагандата на руското правителство или дори по отношение на всички руснаци.